# Raimu de la comédie
Les Raimu de la comédie sont des récompenses françaises cinématographiques et théâtrales, créés en 2006 par Isabelle Nohain-Raimu, petite-fille de l'acteur Raimu, Patricia Lasou et Rodrigue Laurent. 
Le « trophée Raimu » est une création de Cyril de La Patellière, dont le modèle original est exposé au Musée Raimu de Marignane.
Trois cérémonies ont été organisées de 2006 à 2008.

## Prix décernés
- Raimu d'honneur (depuis 2007)
- Cinéma : Raimu du film de comédie, Raimu du comédien, Raimu de la comédienne, Raimu du comédien dans un second rôle, Raimu de la comédienne dans un second rôle, Raimu de l'espoir (à partir de 2008), Raimu de la mise en scène, Raimu du scénario, Raimu de la musique de film (2007 seulement)
- Théâtre : Raimu de la pièce de comédie, Raimu du comédien, Raimu de la comédienne, Raimu de la mise en scène, Raimu de l'auteur ou adaptateur[1], Raimu de la révélation (à partir de 2007), Raimu du one-man-show, Raimu du public (à partir de 2007)

## Présidents du jury
- 2006 : Alain Delon
- 2007 : Claude Brasseur
- 2008 : Claude Lelouch

## Palmarès

### Raimu d'honneur
- 2006 : Gérard Oury
- 2007 : André Dussollier
- 2008 : Sabine Azéma

### Cinéma

#### Raimu du film de comédie
- 2006 : Fauteuils d'orchestre
  - Palais royal !
- 2007 : Ensemble, c'est tout
  - Le Cœur des hommes 2
- 2008 : Bienvenue chez les Ch'tis

#### Raimu du comédien
- 2006 : Michel Blanc dans Je vous trouve très beau
  - Lambert Wilson pour le rôle de Prince Arnaud dans Palais royal !
- 2007 : Jean Dujardin dans 99 francs
  - Guillaume Canet pour le rôle de Franck dans Ensemble, c'est tout
  - Gérard Darmon pour le rôle de Jeff dans Le Cœur des hommes 2
- 2008 : Dany Boon dans Bienvenue chez les Ch'tis
  - Kad Merad dans Bienvenue chez les Ch'tis

#### Raimu de la comédienne
- 2006 : Cécile de France dans Fauteuils d'orchestre
  - Valérie Lemercier pour le rôle de Princesse Armelle dans Palais royal !
- 2007 : Charlotte Gainsbourg dans Prête-moi ta main
  - Audrey Tautou pour le rôle de Camille dans Ensemble, c'est tout
- 2008 : Catherine Frot dans Le crime est notre affaire

#### Raimu du comédien dans un second rôle
- 2006 : Claude Brasseur dans Camping
  - Michel Aumont pour le rôle de René-Guy dans Palais royal !
- 2007 : Laurent Stocker pour le rôle de Philibert dans Ensemble, c'est tout
- 2008 : Bouli Lanners dans J'ai toujours rêvé d'être un gangster
  - Philippe Duquesne et Stéphane Freiss dans Bienvenue chez les Ch'tis

#### Raimu de la comédienne dans un second rôle
- 2006 : Isabelle Nanty dans Essaye-moi
- 2007 : Julie Gayet dans Mon meilleur ami
  - Florence Thomassin pour le rôle de Juliette dans Le Cœur des hommes 2
- 2008 : Pascale Arbillot dans Parlez-moi de la pluie

#### Raimu de l'espoir
- 2008 :
  - Comme les autres – Pilar López de Ayala
  - La Fille de Monaco – Louise Bourgoin
  - Bienvenue chez les Ch'tis – Anne Marivin

#### Raimu de la mise en scène
- 2006 : OSS 117 : Le Caire, nid d'espions – Michel Hazanavicius
  - Palais royal ! – Valérie Lemercier
- 2007 :
  - 99 francs – Jan Kounen
  - Mauvaise Foi – Roschdy Zem
  - Ensemble, c'est tout – Claude Berri
- 2008 : Un baiser, s'il vous plaît ! – Emmanuel Mouret
  - Bienvenue chez les Ch'tis – Dany Boon

#### Raimu du scénario
- 2006 : Je vous trouve très beau – Isabelle Mergault
  - Palais royal ! – Valérie Lemercier et Brigitte Buc
  - OSS 117 : Le Caire, nid d'espions - Jean-François Halin
  - Camping - Franck Dubosc, Fabien Onteniente et Emmanuel Booz
  - Quatre étoiles - Olivier Dazat et Christian Vincent
  - Fauteuils d'orchestre - Danièle Thompson et Christopher Thompson
- 2007 : Deux vies plus une – Emmanuelle Michelet et Idit Cebula
- 2008 : J'ai toujours rêvé d'être un gangster – Samuel Benchetrit

#### Raimu de la musique de film
- 2007 : Hors de prix – Camille Bazbaz

### Théâtre

#### Raimu de la pièce de comédie
- 2006 : Et après d'Helena Noguerra et Barbara d'Allessandri
- 2008 : Les Deux Canards de Tristan Bernard et Alfred Athis

#### Raimu du comédien
- 2006 : Xavier Gallais pour Adultères
- 2008 : Pierre Arditi pour Faisons un rêve

#### Raimu de la comédienne
- 2006 : Macha Meril pour L'Importance d'être constant
- 2007 : Line Renaud pour Fugueuses
- 2008 : Raphaëline Goupilleau pour Une souris verte et Isabelle Nanty pour Les Deux Canards - ex æquo

#### Raimu de la mise en scène
- 2006 : Michèle Bernier pour Arrête de pleurer Pénélope 2
- 2007 : John Malkovich pour Good Canary
- 2008 : Alain Sachs pour Les Deux Canards

#### Raimu de l'auteur
- 2006 : Denys Arcand et Claude-Michel Rome pour Le Déclin de l'empire américain
- 2008 : Stéphan Wojtowicz pour Les Forains

#### Raimu de l'adaptateur
- 2008 : Stewart Vaughan et Jean-Christophe Barc pour Chat et Souris de Ray Cooney

#### Raimu de la révélation
- 2007 : Alexandre Brasseur pour Mon père avait raison et Sara Giraudeau pour La Valse des pingouins - ex æquo
- 2008 : Sébastien Castro pour Le Comique

#### Raimu duone-man-show
- 2006 : Élie Semoun pour Élie Semoun se prend pour qui ?
- 2007 : François-Xavier Demaison pour Demaison s'envole
- 2008 : Laurent Lafitte pour Comme son nom l'indique

#### Raimu du public
- 2008 : Jupe obligatoire de Nathalie Vierne et Dominique Coubes